# Simon West

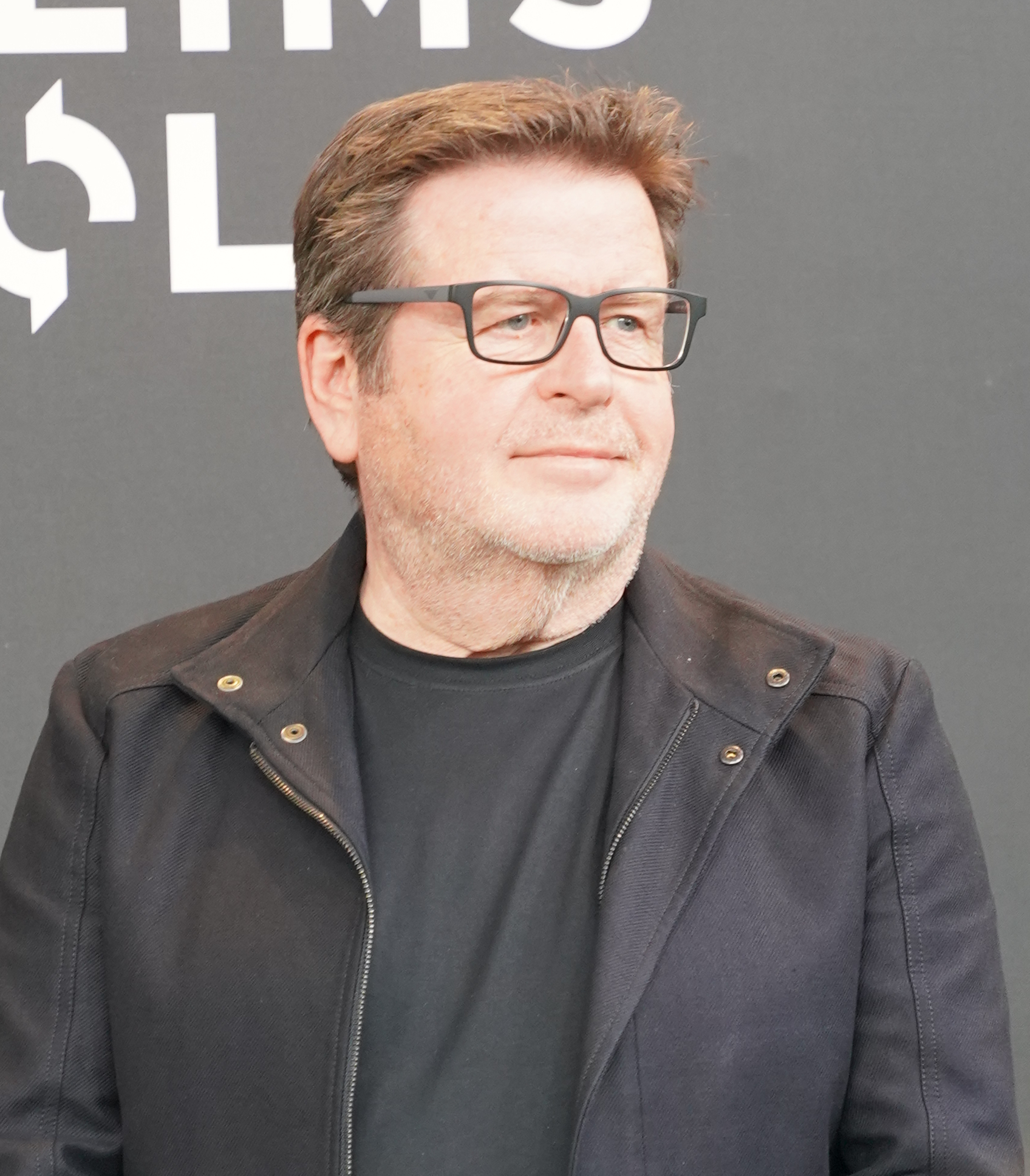
2025

Simon West (nascido em Letchworth, Hertfordshire, Inglaterra, em 1961) é um diretor e produtor britânico.
Começou sua carreira em 1981, como editor na BBC. Posteriormente dirigiu videoclipes e comerciais para a TV.
Simon West estreou nos cinemas em 1997, dirigindo Con Air, produzido por Jerry Bruckheimer e estrelado por Nicolas Cage.

## Filmografia
- Con Air (1997)
- A Filha do General (1998)
- Lara Croft: Tomb Raider (2001)
- Quando um Estranho Chama (2006)
- The Mechanic (2011) (2011)
- Os Mercenários 2 (2012)
- Jogo Duro (2015) (2015)